# われらは道を照らす
『われらは道を照らす』（We Light the Way）はHBOのファンタジー・テレビドラマ・シリーズである『ハウス・オブ・ザ・ドラゴン』のシーズン1の第5話である。Charmaine DeGratéが脚本を書き、Clare Kilnerが監督した。日本ではU-NEXTが配信した。

## あらすじ

### アリンの谷間
デイモン王子は密かにアリンの谷間に行き、疎遠な妻レイア・ロイスの落馬による死を仕組む。

### ドリフトマーク
ヴィセーリス王はレイニラ王女と新任の〈王の手〉ライオネル・ストロングを連れてドリフトマークに行く。高潮城に入り、コアリーズ・ヴェラリオンとその妻で従妹のレイニス王女に面会し、二人の息子レーナ―とレイニラの婚約を申し出る。二人の子はヴェラリオン姓を名乗るものも、レイニラの後を継いで王座に着き、その際は姓をターガリエンに変えると取り決める。レイニラはレーナ―が同性愛者であることを知って偽装結婚を提案する。帰路、クリストンはレイニラに駆け落ちを求めるが、レイニラは「人々のために道を照らす」王家の責任は逃れられないと断り、愛人関係を続けようと話す。クリストンは傷つき去る。

### キングズランディング
〈王の手〉から解任されたオットーは王都を去るも、老いた王が死んだあとは必ず王位争いが起き、その際はレイニラがアリセントの子を殺すことになると娘に言い残す。ライオネルの足萎えの息子ラリスは、王がレイニラに避妊の茶を運ばせたことをアリセントに告げ口する。王の一行がドリフトマークより戻るも、王は弱る。アリセントはクリストンを呼んでレイニラのことを尋ね、クリストンは王女に誘惑され誓いに背いて関係を持ったと告白する。親友のレイニラの純潔を信じたことが父の辞職につながったために、アリセントは思い悩む。
レイニラとレーナ―の婚儀が開かれ、王土中から名家が参列する。アリセントは、ハイタワー家の戦いの色である翠のドレスをまとう。亡きレイア・ロイスの従兄ジェロルド・ロイスはデイモンを殺人の罪で責めるが、デイモンは取り合わずレイアの財産を全てものにするつもりだと告げる。さらにレーナ・ヴェラリオンに接近する。レーナ―・ヴェラリオンの同性の恋人のジョフリー・ロンマスは、クリストンに接近してレイニラとの関係を探るが、激怒したクリストンに殴り殺される。レイニラへの愛、愛人関係を求められた恥辱、誓いを破った罪悪感、そしてロンマスを殴り殺した罪悪感で苦しむクリストンは自殺を図るも、アリセントに止められる。祝宴で王は倒れる。

## 評判

### 視聴者数
全米で1.83百万人がHBO上でリアルタイム視聴した。